# Vitrifrigo Arena
Palazzetto dello Sport di Pesaro, od 2018 oficjalnie Vitrifrigo Arena, dawniej znana jako Adriatic Arena i pierwotnie jako BPA Palas – hala sportowo-widowiskowa w Pesaro we Włoszech. Jej pojemność wynosi 13 000 (z czego 10 323 stanowią miejsca siedzące), co czyni ją piątą co do wielkości halą widowiskową we Włoszech.

## Budowla

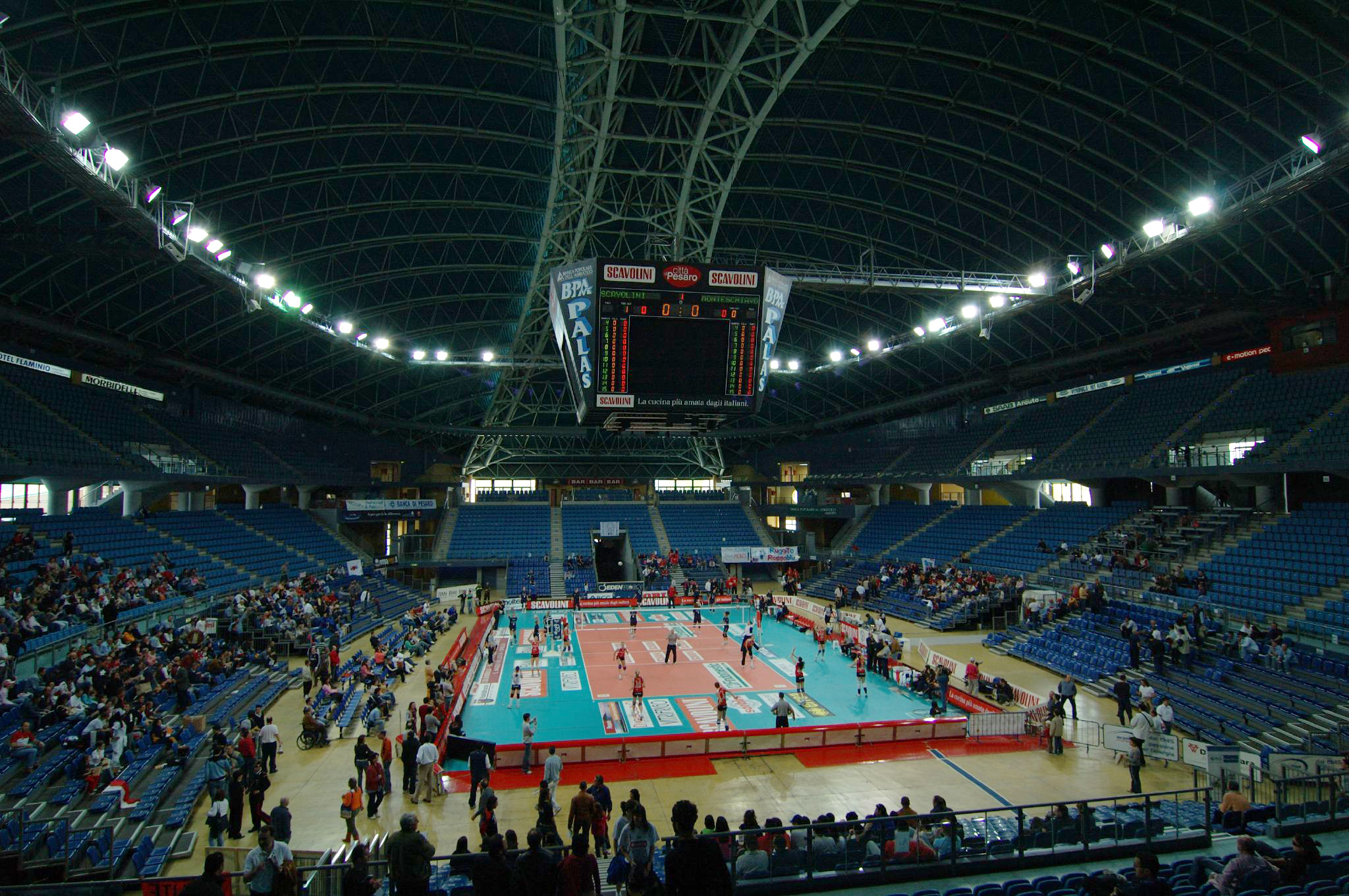
Arena podczas meczu siatkówki w kwietniu 2006

Prace budowlane rozpoczęły się w 1993 roku, a zakończyły w 1996 roku. Miejsce zostało zainaugurowane recitalem operowego tenora Luciano Pavarottiego. Miejsce to uważane było za futurystyczną konstrukcję. Arena otrzymała wtedy przydomki „statek kosmiczny” (l'astronave) lub „biedronka” (la coccinella) ze względu na kształt zewnętrznej powłoki. Zajmuje powierzchnię 12 000 m². Wielofunkcyjna hala wyposażona jest w stanowisko prasowe, system do odbioru satelitarnego, różne stacje wideo oraz system kontroli obwodów wewnętrznych. Miejsce to przekształca się również w (znacznie mniejszy) teatr, który jest używany każdego sierpnia podczas słynnego Rossini Opera Festival.  

## Wydarzenia
W budynku odbywały się koncerty słynnych włoskich i zagranicznych śpiewaków i zespołów, takich jak: Jonas Brothers, Pino Daniele, Massimo Ranieri, Laura Pausini, Mark Knopfler, 883, Iron Maiden, Oasis, Pantera, Queen + Paul Rodgers, Eric Clapton, Elton John, Pavarotti, Renato Zero, Eros Ramazzotti, Peter Gabriel, Francesco Guccini, Ennio Morricone, Pooh, Finley, Negrita, Nicola Piovani, Gianna Nannini, Carlos Santana, Jovanotti, J-Ax lub Fedez. W hali odbywały się również finały Pucharu Davisa (w 1997 i 2016) oraz Pucharu Włoch w koszykówce mężczyzn (w 1985, 2020 i 2022).  Każdego sierpnia hala gości słynny Rossini Opera Festival.  